# Araújos
Araújos est une municipalité brésilienne de l'État du Minas Gerais et la microrégion de Bom Despacho.